# 戴宇軒
戴宇軒（2002年11月9日—），台灣男子射箭運動員，現就讀國立臺北大學休閒運動管理學系。

## 生平
2024年代表中華台北代表團參加2024年巴黎奧運，共參加男子個人、男子團體及混合團體三項競賽 。 混合團體項目與雷千瑩搭檔止步於16強。男子團體項目與湯智鈞、林子翔搭檔獲止步八強。男子個人項目在三十二強賽敗給法國選手托马·希罗。

## 外部連結
- 戴宇軒在World Archery（英语）